# Подорожник чорногрудий
Подоро́жник чорногрудий (Calcarius ornatus) — вид горобцеподібних птахів родини Calcariidae.

## Поширення
Цей вид розмножується у Великих рівнинах (на півночі та в центральній частині США та на півдні Канади). На зимівлю мігрує на південь США та північ Мексики.

## Опис
Дрібний птах. Тіло завдовжки 13,5-16,5 см, розмах крил 25-27 см, вага 17-23 г. Зимове забарвлення в обох статей подібне. Оперення забарвлене у коричневий колір різних відтінків, на горлі, грудях та череві темніше, на спині, крилах та хвості більш рябе (коричневе з білим). Верх голови темнокоричневий, лице бежеве. Надбрівна смуга біла. Дзьоб міцний, але короткий, сірий, з темним кінчиком. Під час шлюбного періоду у самців на шиї з'являється велика каштанова пляма, рябий візерунок на спині стає темнішим та контрастнішим, вершина голови, груди та черево чорніють, а лице світлішає. Також з'являється чорна смужка, яка йде від ока до шиї.

## Спосіб життя
Мешкає у сухих преріях з невисокою травою. Поза сезоном ромноження трапляються у великих зграях, часто змішаних з іншими видами птахів (Eremophila alpestris, Rhynchophanes mccownii, Ammodramus bairdii та Sturnella neglecta). Постійно перебувають в русі, проводячи більшу частину дня в пошуках їжі на землі. Ночують на землі, сховавшись між травою. Живляться насінням трав та комахами.
Сезон розмноження триває з початку травня до початку серпня. В цей час подорожник чорногрудий трапляється лише парами, при чому партнери рідко віддаляються один від одного більше ніж на 10 м. Гніздо будує самиця на землі у вигляді чаші. Всередині вистелюється сухою травою. У гнізді 3-5 світлих з коричневими плямами яєць. Інкубація триває 10-12 днів. Насиджує самиця. Самець в цей час охороняє її. Пташенята народжуються голі та сліпі. Починають бачити лише на шостий день. До двох тижнів про пташенят піклуються обидва батьки. Згодом самиця будує інше гніздо для насиджування, а про потомство піклується виключно самець. Ще через два тижня пташенята стають самостійними. В цей час у самиці завершується інкубація другої кладки і самець допомагає їй у догляді за наступним потомством, але трапляється, що самиця спаровується з іншим самцем, тоді самець шукає собі іншу партнерку. За сезон у пари може бути до трьох таких кладок.